# Асола
Асола (итал. Asola) је насеље у Италији у округу Мантова, региону Ломбардија.
Према процени из 2011. у насељу је живело 6959 становника. Насеље се налази на надморској висини од 37 м.

## Становништво
Према резултатима пописа становништва 2011. у општини је живело 10.077 становника.
| 1931.  | 1936.  | 1951.  | 1961.  | 1971. | 1981. | 1991. | 2001. | 2011.  |
| ------ | ------ | ------ | ------ | ----- | ----- | ----- | ----- | ------ |
| 10.392 | 10.809 | 11.516 | 10.041 | 8.682 | 8.672 | 8.772 | 9.470 | 10.077 |

## Партнерски градови
- Лајнгартен